# Eupithecia balboata
Eupithecia balboata là một loài bướm đêm trong họ Geometridae.